# Juan de Acosta
Juan de Acosta es un municipio colombiano ubicado en el occidente del departamento del Atlántico.
Limita al norte con el mar Caribe, al nororiente con el municipio de Tubará, al oriente con el municipio de Baranoa, al sur con los municipios de Piojó y Usiacurí y al occidente con el mar Caribe. Está ubicado a 40 km de Barranquilla, a la que se accede por la carretera del Algodón y la autopista al Mar.

## División político-administrativa
Aparte de su cabecera municipal. Juan de Acosta tiene bajo su jurisdicción los centros poblados:
- Bocatocino
- Chorrera
- San José de Saco
- Santa Verónica

## Historia
En la geografía de Arroyo Hondo, nombre con que inicialmente se conoció a Juan de Acosta, de acuerdo con archivos históricos, conformada por arroyos de aguas prístinas, cinturones de colinas, terrenos llanos y espesa vegetación, empezó el florecimiento de lo que hoy en día es una añeja municipalidad de raíces ibéricas. Esta población, al principio, de unas tres familias integraba el llamado Partido de Tierradentro, que ocupaba los terrenos del hoy departamento del Atlántico, donde habitaron los indígenas Mocaná, descendientes directos de los Caribe.
En 1599, el nombre de Juan de Acosta, como tal, no existía, sino el de Arroyo Hondo, según cuenta en su obra “Juan de Acosta, espacio, tiempo y memoria” el historiador José Cariaga Hernández. Se destaca en este período de tiempo colonial la entrega de 12 caballerías de tierra, efectuadas por el cabildo justicia y regimiento a don Alonso de Mendoza y Carvajal, alcalde de Cartagena de Indias en ese entonces. Para 1606, Juan de Acosta y López organizó una finca en Arroyo Hondo, la cual conservó por 20 años. No obstante, el paso del tiempo y el abandono de las tierras las tornaron inviables para cultivos, por lo que pasaron a formar parte del Santísimo Sacramento de Tubará. Más de un siglo después, en 1720, y luego de haber pasado por varios propietarios, el latifundio en mención fue vendido al presbítero de Tubará Diego Lobo, y entregado ante el notario Felipe Machado.
El 27 de abril de 1727, se efectuó el remate de las 12 caballerías de tierra de Arroyo Hondo en las afueras de la iglesia de Usiacurí. Como postor se presentó Andrés de San Juan, procedente de Cartagena de Indias, quien cumplió con los requisitos del remate y se hizo al predio con las escrituras debidamente notariadas. San Juan, tras obtener la titularidad plena del feudo, estableció una hacienda en compañía de sus familiares. Después de la muerte del hacendado, los descendientes de este, entre ellos Santiago de San Juan, continuaron con la posesión y dominio por más de una centuria.
Del libro “Juan de Acosta, espacio, tiempo y memoria”, del historiador José Cariaga Hernández, se lee textualmente: “En el año 1890, Ariel Arteta Molina presentó un documento pidiendo al juez primero del circuito de Barranquilla la protocolización, propiedad y posesión de las tierras llamadas Juan de Acosta, petición que fue ordenada por el juez al Notario Primero del Circuito (sic) de Barranquilla”. Las tierras, que empezaban en Paluato y terminaban en Mahate, eran las mismas que habían sido rematadas por don Andrés de San Juan en el Distrito de Usiacurí el 27 de abril de 1727 y por las que había pagado una buena suma al Santísimo Sacramento de Tubará. En el mencionado remate, las tierras figuran con el nombre de Arroyo Hondo, lo que quiere decir que aún el nombre de Juan de Acosta no había aparecido en escena. La nueva denominación, o sea Juan de Acosta, tal vez tomada del nombre del desaparecido propietario de comienzos del siglo XVII, Juan de Acosta y López, solo vino aparecer en el epílogo del siglo XIX.
Como puede leerse claramente, dentro de las fechas de establecimiento de Arroyo Hondo y posterior Juan de Acosta no aparece reseñado el día 26 de julio de 1543, lo que nos lleva a desvirtuar la información que circuló en la red social de Facebook el día 26 de julio de 2018. Es por eso que personalidades de la cultura, la academia, la ciencia y el acontecer diario costero demostraron su desconcierto luego del video promocional de la gobernación del departamento. Esto, sin dudas, abrió un polémico debate por las fechas del 26 de julio y del 20 de agosto. Sin embargo, los documentos existentes en archivos y los libros que se han escrito acerca de Arroyo Hondo o Juan de Acosta nos llevan a afirmar de manera categórica que la fecha de la efemérides de esta municipalidad es la del 20 de agosto, que fue cuando la Asamblea del Estado Soberano de Bolívar en 1892 le devolvió el estatus de municipio que le había quitado en 1866, cuando lo degradó a corregimiento.
En 1866, Juan de Acosta fue rebajado a corregimiento de Tubará por medio el Decreto 312 de este mismo año, y en el cual se hacía provisionalmente la división material del departamento. La medida no fue del agrado de la poca población costera existente, ya que se mantenía en “constante discordia debido al inadecuado uso de los terrenos comunales, siendo ello perjudicial a la buena marcha de la administración pública”. Como se trataba de un caso especial de notorio interés público que afectaba tanto a los vecinos del Corregimiento como a los del Distrito, la Asamblea Departamental de Bolívar se vio en la imperiosa necesidad de acoger la solicitud de los ilustres ciudadanos costeros de devolverle el estatus de municipalidad, todo en aras de la tranquilidad y comodidad de sus asociados. De modo que seis años más tarde, la enjundia de los valerosos nativos de este terruño arrojó buenos frutos con la decisión final tomada por la Asamblea de Bolívar, en representación del Estado Soberano de Bolívar.
Basilio Molina Arteta, Rafael Cajar, Ariel Arteta Molina, Juan Simeón Molina Díaz, Tomás Molina Hernández y otra pléyade de costeros pusieron todo su empeño para que Juan de Acosta fuera de nuevo un distrito municipal. En 1892, luego de varios meses de insistencia, se dio el importante logro, pues la Asamblea de Bolívar, mediante la ordenanza 55 del 20 de agosto del referido año, le devolvió la categoría de distrito municipal con las agregaciones de La Chorrera, Saco y Todo-fierro, quedando incorporado entonces a la provincia de Barranquilla, bajo el mandato de Ariel Arteta Molina, su primer alcalde, quien sería asesinado en Baranoa el 11 de marzo de 1895.
La ordenanza 55 de 1892, emanada de la Asamblea de Bolívar, y que devolvió a Juan de Acosta la categoría municipal, era desconocida para los costeros por su antigüedad. Había sido rescatada del olvido en 1.988 por el secretario de la alcaldía de ese entonces Dago de Jesús Coronell Ávila, luego de que algunos bancos le exigieran la fecha de constitución del municipio para poder abrir cuentas corrientes. En Juan de Acosta, repartió varios ejemplares a los historiadores locales.

## Gobierno y política
A partir de 1988, al entrar en vigencia la elección de alcaldes, Juan de Acosta ha escogido popularmente ocho (8) hombres y una sola mujer para ocupar el cargo de la primera autoridad:
| Periodo     | Alcaldes                            | Partido                                                                  | Votos | Porc. de votación | Referencia |
| ----------- | ----------------------------------- | ------------------------------------------------------------------------ | ----- | ----------------- | ---------- |
| 1989 - 1990 | Rafael Vicente Echeverría Consuegra | Partido Conservador Colombiano                                           |       |                   |            |
| 1991 - 1992 | Juan B. Higgins Molina              | Partido Liberal Colombiano                                               |       |                   |            |
| 1993 - 1994 | Betty Echeverría de Danies          | Partido Conservador Colombiano                                           |       |                   |            |
| 1995 - 1997 | Gilberto Mario Arteta Zambrano      | Partido Conservador Colombiano                                           |       |                   |            |
| 1998 - 2000 | Pablo Antonio Molina Jiménez        | Partido Liberal Colombiano                                               |       |                   |            |
| 2001 - 2003 | Juan Alberto Ramos Coronell         | Partido Liberal Colombiano                                               |       |                   |            |
| 2004 - 2007 | Yesid Alfonso Xiques Luján          | Partido Liberal Colombiano                                               | 4.541 |                   |            |
| 2008 - 2011 | Edelberto Manuel Echeverría Arteta  | Partido Colombia Democrática                                             | 4.563 | 50,10%            | [ 3 ]      |
| 2012 - 2015 | Abelardo Mario Padilla Blanco       | Partido Social de Unidad Nacional                                        | 5.461 | 50,10 %           | [ 4 ]      |
| 2016 - 2019 | Iván de Jesús Vargas Molina         | Partido Conservador Colombiano                                           | 6.657 | 53,93 %           | [ 5 ]      |
| 2020 - 2023 | Carlos Manuel Higgins Villanueva    | Coalición Partido Liberal Colombiano y Partido Social de Unidad Nacional | 7.366 | 53,89%            | [ 6 ]      |
| 2023- 2027  | Carlos Fidel Higgins Molina         | Movimiento de La Esperanza por Juan De Acosta                            | 8.460 | 59,39%            |            |

## Morfología
Asentado sobre colinas de baja altura, posee costas sobre el mar Caribe (Santa Verónica, Bocatocino, Mahates, Salinas del Rey). La temperatura media anual es de 29 °C, y tiene una extensión de 175 km². La cabeza del municipio está ubicada a 40 km al occidente de Barranquilla. 
Está rodeado por las cuencas hidrográficas de los arroyos Grande, que atraviesa la mayor parte del municipio y sus corregimientos, del Tigre, y otra serie de arroyos de menor rango que nacen en la cabecera municipal y desembocan en el arroyo Grande.

## Vías de comunicación
Aéreas: El aeropuerto de “Todos Juntos” funcionó solo una vez y fue bautizado así porque un pequeño monomotor aterrizó ahí de emergencia.
Terrestres: Juan de Acosta es rico en vías de comunicación terrestre. Desde la capital del departamento, la ciudad de Barranquilla, se puede llegar directamente a Juan de Acosta a través de tres carreteras así: carretera vía al Mar, vía de primer orden; la carretera denominada avenida Riomar, vía de segundo orden; y la antigua pero todavía útil y de gran riqueza ecológica, la denominada Carretera del Algodón, vía de tercer orden.
Tiene acceso fácil a sus corregimientos. La entrada a Bocatocino que en invierno se volvía completamente intransitable, ahora cuenta con dos kilómetros pavimentados en asfalto, lo que lo hace más accesible. Otros caminos vecinales que forman parte de la red vial del municipio son la vía a la Azucena y el Camino a Sarmiento.
Fluviales: Juan de Acosta no cuenta con ríos ni grandes cuerpos de agua. Solo arroyos, en algunos casos catastróficos, cruzan su geografía.

## Símbolos

###### Escudo
El escudo de Juan de Acosta es creación del licenciado Juan Ventura Molina Arteta.
En la franja superior de este símbolo municipal aparecen entrelazadas mazorcas de maíz y millo y un copo de algodón; una cabeza de ganado vacuno y una máquina de coser que resumen las riquezas agrícolas, pecuarias y artesanales del presente y pasado del Municipio, todo ello en un fondo verde para significar la fertilidad de sus tierras.
La parte inferior se divide en dos partes:
La primera exhibe un libro abierto con una pluma y una llave que simbolizan la cultura que ha imperado en la población y la hospitalidad del costero, en un fondo dorado como las riquezas que abundan en la región.
La segunda parte es azul como el cielo y el Mar Caribe que baña sus costa y constituye el futuro de su economía, con un sol esplendoroso para mostrar la liberalidad y benevolencia de su geografía.
El borde del escudo es rojo para recordar los sacrificios y luchas por alcanzar la municipalidad. La leyenda "Hospitalidad y Progreso" ejemplifica la filosofía que es vivencia en el pueblo de Juan de Acosta.
(Algunos aportes tomados del libro "Juan de Acosta, reserva turística del departamento del Atlántico" Autor: Osiris Hernández Molina, Mónica Barrios González).

###### Bandera

Bandera de Juan de Acosta

La bandera tiene como autor a Luis Fernando Molina Acero, contador público nativo de la municipalidad.
Su forma es rectangular, dividida en dos franjas horizontales iguales; cada una a su vez, se subdivide en dos franjas verticales, de la siguiente manera: La franja superior izquierda es de color amarillo para simbolizar las riquezas materiales de sus zonas agrícolas, pecuarias, artesanales, comerciales y turísticas; también simboliza el sol radiante del trópico costero.
La franja superior derecha es de color azul como símbolo del cielo costero y de su reflejo en el Mar Caribe. La parte inferior izquierda es de color verde, símbolo de la madre naturaleza y de la esperanza de un mundo mejor.
La inferior derecha es de color blanco como la paz que se respira en la comunidad. Las dos franjas derechas combinan la bandera de la patrona, la Inmaculada Concepción.

### Otros símbolos
Ángel Alfonso Molina Molina es autor de la letra y música del himno "A Juan de Acosta". Su coro es de cuatro versos, y canta al carácter laborioso del costero.
Las tres estrofas son de ocho versos cada una. La primera de ella sitúa poéticamente a la población frente al mar Caribe. La segunda muestra el relieve del municipio y alaba las virtudes de sus mujeres de reconocida hermosura, amorosas y trabajadoras. La última estrofa es un recuerdo de su pasado histórico de ancestro español y de la época productora del algodón, como un paralelo a un presente pujante, hospitalario y cordial. 

## Economía
Su economía se basa en la ganadería y la agricultura y se destacan los sembrados de sorgo, ajonjolí y yuca. Se estima que en su suelo existen algunos yacimientos de carbón.
En las últimas tres  décadas, la industria de la confección se desarrolló en Juan de Acosta.

## Atractivos turísticos
Fresco del pintor Alejandro Obregón en el cementerio municipal, playas de Santa Verónica, San José de Saco, casa de palma de la familia Higgins.
En enero de 2008 fue inaugurado el parador turístico Sombrero Vueltiao en la intersección de la vía a Cartagena (Ruta 90A) y la vía a las playas de Santa Verónica.
Se realizan en la población el Festival de Música Vallenata del Cóndor Legendario y en época de carnaval el Reinado Intermunicipal del Millo.

## Educación
El principal colegio distrital del municipio es el Juan V. Padilla.

## Servicios públicos
- Energía Eléctrica: Air-e, del grupo EPM, es la empresa prestadora del servicio de energía eléctrica.
- Gas Natural: Gases del Caribe es la empresa distribuidora y comercializadora de gas natural en el municipio.
- Agua: Triple A es la empresa prestadora del servicio de agua.